# Дозиметр

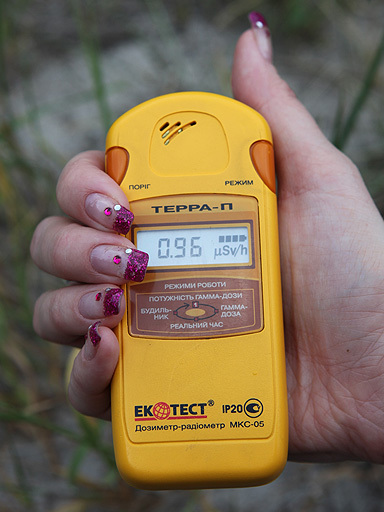
Дозиметр «Терра-П» у Чорнобильській зоні відчуження

Дози́метр — прилад для вимірювання поглиненої дози, або еквівалентної дози іонізуючого випромінювання, а також їх потужності. Вимірювання вищезгаданих величин називається дозиметрією.
Іноді "дозиметром" не зовсім точно називають радіометр - прилад для вимірювання активності радіонукліду в джерелі або зразку (в об'ємі рідини, газу, аерозолю, на забруднених поверхнях) або щільності потоку іонізуючих випромінювань для перевірки на радіоактивність підозрілих предметів і оцінки радіаційного стану в даному місці в цей час. Вимірювання вищезгаданих величин називається радіометрією. Рентгенометр — різновид радіометра для вимірювання потужності гамма-випромінювання.
Побутові прилади, як правило, комбіновані, мають обидва режими роботи з переключенням «дозиметр»–«радіометр», світлову або звукову сигналізацію і дисплей для відліку вимірювань. Деякі сучасні моделі можна надіти на руку, як годинник. Час неперервної роботи від однієї батареї - від декількох діб до декількох місяців.
Діапазон вимірювання побутових радіометрів зазвичай - від 10 мікрорентген до 9.999 мілірентгена за годину (0.1–99.99 мікрозіверта за годину), похибка вимірювання — до ±30%.
Детектором (чутливим елементом дозиметра або радіометра, що слугує для перетворення явищ, викликаних іонізуючим випромінюванням, в електричний або інший сигнал) може бути іонізаційна камера, лічильник Гейгера, сцинтилятор, напівпровідниковий діод та  інші.

## Загальний принцип вимірювання
Як реєструючий елемент випромінювання в дозиметрах застосовуються газорозрядні індикатори іонізуючого випромінювання, засновані на ефекті лавинного пробою іонізованого простору, при напруженості поля, близької до критичної, але не перевищує її. Для цього в міжелектродному просторі лічильника Гейгера підтримується напруженість поля в стані насичення, але нижче межі самостійного пробою (розряду, що тліє). Це і є межі плато Гейгера — горизонтальної ділянки на вольт-амперній характеристиці цих датчиків. У цьому стані в просторі датчика підтримується напруженість поля, гранична для даної відстані між електродами, але недостатня для виникнення між ними самостійного пробою, і датчик утримується в замкненому прикордонному стані.
При попаданні в простір датчика іонізуючого випромінювання, під його впливом виникає вимушена іонізація (поява вільних носіїв заряду) і в зарядженому електричному полі по треку виникає лавинний пробій, орієнтований у напрямку «катод-анод» електростатичним полем, під впливом якого потрапляють ці вільні носії та залучені ланцюговою іонізацією носії заряду зони прольоту. А оскільки власна ємність датчика мінімальна, при правильно підібраному опорі Rн відбувається повний розряд електростатичного потенціалу датчика, при виснаженні якого пробій згасає, повністю скидаючи потенціал до нижнього краю плато. Таким чином датчик на час пробою переходить у замкнутий стан, чим формує імпульс, що пропускається конденсатором Cе, який при цьому теж розряджається, завдяки чому імпульс, відповідний частинці або гамма-кванту кількісно, надходить на вхід атенюатора, а у датчика при цьому настає мертвий час вимірювання (час перезаряджання просторового конденсатора до нижнього краю плато, під час якого він не здатний реєструвати випромінювання).
Аттенюатор вирівнює імпульс по амплітуді і фронтах до прямокутного і передає в такому вигляді на лічильник імпульсів, що сприймає ці імпульси як лічильні строго певний час, що визначається таймером і заданий в залежності від робочого об'єму датчика/датчиків таким чином, щоб результат вимірювання відповідав фактичній величині дози випромінювання у заявлених величинах. Тобто фактично лічильник вважає кількість імпульсів (зареєстрованих квантів) за одиницю часу в робочому обсязі датчика, або (у разі однодетекторної схеми) «підгальмовуючи» відлік часу на одиницю мертвого часу (від фронту до спаду фактичного рахункового імпульсу зупиняючи таймер) тим самим або (у разі багатодетекторної схеми) на час перезаряду реєструє імпульси датчиками, що залишилися в режимі очікування. Початковий загальний (передзаданий) час вимірювання інженерно задається жорстко (кварцованим таймером), як постійна калібрована величина, безпосередньо пов'язана з сумарним робочим об'ємом датчиків. Після закінчення часу вимірювання відлік та високовольтний генератор живлення датчиків замикаються, і видається сигнал (якщо це конструктивно можливо) про закінчення вимірювального циклу.
Оскільки фактичний час циклу вимірювання становить, залежно від схеми датчиків від однієї (АНРІ 01 02 із системою датчиків 4+2) до п'яти хвилин, дані прилади практично не застосовні для пошукових цілей і призначені саме для вимірювання дози фонового випромінювання всеспрямованою системою датчиків, що приведена до їх робочого об'єму, або рівня випромінювання стаціонарно розміщеного щодо приладу джерела випромінювання постійно експозиції.

## Поглинена, еквівалентна та експозиційна доза іонізуючого випромінювання
Радіоактивні α-, β-, γ- випромінювання чинять значний вплив на живі організми. Потрапляючи в ту чи іншу речовину, радіоактивне випромінювання передає їй енергію. У результаті поглинання цієї енергії деякі атоми і молекули речовини іонізуються, унаслідок чого змінюється їхня хімічна активність. Життєдіяльність будь-якого організму забезпечується хімічними реакціями, що відбуваються в його клітинах, тому радіоактивне опромінення призводить до порушень функцій майже всіх органів.
Чим більша поглинута речовиною енергія випромінювання, тим більший вплив цього випромінювання на речовину.
Поглинена доза іонізуючого випромінювання — це фізична величина, яка чисельно дорівнює енергії іонізуючого випромінювання, поглиненій речовиною одиничної маси.
На практиці часто використовують позасистемну одиницю поглинутої дози — рад. Ці одиниці пов'язані між собою співвідношенням: 1 грей = 100 рад.
Велику роль в опроміненні всього живого в екосистемі відіграє не лише кількість іонізуючого випромінювання, поглиненого тілом, а й якість цього випромінювання.Якісна характеристика випромінювання визначається показником лінійної щільності іонізуючого потоку. Вважають, що щільність бета-, гамма- і рентгенівського випромінювання є однаковою, умовно вона приймається за одиницю. Ідучи з цього показник щільності повільних нейтронів дорівнює 5, звичайних нейтронів – 10, а α-частинок та надшвидких нейтронів – 20. Пораховану в такий спосіб дозу опромінення називають еквівалентною дозою. Біологічний вплив різних видів випромінювання на живі організми є неоднаковим при однаковій поглинутій дозі. Наприклад, за однакової енергії α- випромінювання є значно безпечнішим, ніж β- або γ- випромінювання. З огляду на зазначене вчені ввели спеціальну фізичну величину для характеристики біологічного впливу поглинутої дози — еквівалентну дозу іонізуючого випромінювання. Її позначають символом. Коефіцієнт якості К є неоднаковим для різних випромінювань. Одиниця еквівалентної дози іонізуючого випромінювання в Сi — зіверт (Зв). Цю одиницю названо на честь шведського вченого Р. М. Зіверта. Існує також позасистемна одиниця — бер: 1 бер = 0,01 Зв.
Фізична дія будь-якого іонізуючого випромінювання на речовину пов'язана передусім з іонізацією атомів та молекул. Тому, крім поглинутої дози, що характеризує енергію випромінювання, існує фізична величина, яка визначається іонізаційною дією випромінювання. Цю величину називають експозиційною дозою іонізуючого випромінювання.

### Потужність дози іонізуючого випромінювання
Зрозуміло, що доза іонізуючого випромінювання залежить від часу опромінення: чим більший час опромінення, тим більшою є доза випромінювання. Фізики кажуть, що доза випромінювання накопичується з часом. Відношення дози іонізуючого випромінювання (Б) до часу опромінення (і) називають потужністю дози (Рв) іонізуючого випромінювання. Одиниця потужності поглинутої дози іонізуючого випромінювання — грей на секунду Гр, одиниця потужності експозиційної дози іонізуючого випромінювання — рентген на секунду; одиниця потужності еквівалентної дози іонізуючого випромінювання — зіверт Зв на секунду.

### Іонізаційний дозиметр
Для вимірювання дози іонізуючого випромінювання та її потужності використовують дозиметри. Основною складовою будь-якого дозиметра є детектор — пристрій, що слугує для реєстрації іонізуючого випромінювання. Залежно від типу детектора розрізняють іонізаційний, люмінесцентний та інші види дозиметрів. Так, в іонізаційних дозиметрах детектором є лічильник Гейгера-Мюллера, дія якого ґрунтується на властивості радіоактивного випромінювання значно збільшувати провідність газів. Датчик лічильника Гейгера-Мюллера — це скляний циліндр, який зазвичай заповнюють розрідженим інертним газом.

## Особливості ушкоджень організмів унаслідок радіації
Дослідження показали, що ушкодження організмів, зумовлені впливом радіації, мають низку особливостей.
По-перше, глибокі порушення життєзабезпечувальних функцій організму викликає навіть невелика кількість поглинутої енергії. Пояснюється це тим, що енергія випромінювання влучає в особливо чутливу «мішень» — клітину. А найбільш чутливими до радіації є ті клітини, що швидко діляться. Так, першим відчуває дію радіоактивного випромінювання кістковий мозок, унаслідок чого порушується процес кровотворення.
По-друге, різні типи організмів мають різну чутливість до того чи іншого радіоактивного випромінювання. Найстійкішими, наприклад, є одноклітинні.
По-третє, наслідки впливу однакової поглинутої дози випромінювання залежать від віку організму.
Перелічені вище особливості стосуються зовнішнього опромінення. Але для вищих тварин і людини є небезпечним і внутрішнє опромінення, адже радіонукліди в організм можуть потрапити, наприклад, із їжею. Підвищена небезпека внутрішнього опромінення зумовлена кількома причинами.
По-перше, деякі радіонукліди здатні вибірково накопичуватися в окремих органах. Наприклад, 30% йоду накопичується в щитоподібній залозі, маса якої становить лише 0,03% маси тіла людини. Радіоактивний йод, таким чином, усю свою енергію віддає невеликому об'єму тканини.
По-друге, внутрішнє опромінення є тривалим: радіонуклід, який потрапив в організм, не відразу виводиться з нього, а зазнає низки радіоактивних перетворень усередині організму. Радіоактивне випромінювання, яке виникає при цьому, чинить руйнівну дію, іонізуючи молекули й тим самим змінюючи їхню біохімічну активність.

## Радіаційний фон
Незалежно від того, у якому куточку Землі живе людина, вона постійно зазнає впливу радіації, тому що в будь-якій місцевості завжди є певний радіаційний фон. Радіаційний фон — іонізуюче випромінювання земного та космічного походження. Радіаційний фон Землі складається з кількох компонентів. Це космічне випромінювання природних радіонуклідів середовища; випромінювання штучних радіоактивних ізотопів. Випромінювання природних радіонуклідів та космічне випромінювання створюють природний радіаційний фон. У результаті діяльності людини природний радіаційний фон значно збільшився — відбулося техногенне підвищення природного радіаційного фону. Приклад такої діяльності людини — видобування корисних копалин (вугілля, мінеральних добрив, сировини для будівельних матеріалів тощо), які містять підвищену кількість радіонуклідів уранового і торієвого рядів. Так, підвищений вміст природних радіоактивних ізотопів є в граніті. А далі будуємо ланцюжок. Гранітний щебінь є складником бетону, з якого споруджують будинки. Отже, підвищений радіаційний фон слід шукати насамперед усередині будинків з бетону, особливо в зачинених приміщеннях, які не провітрюються (наприклад, концентрація радону в закритих приміщеннях в середньому у вісім разів вища, ніж ззовні). Із табл.1 бачимо, що для основної маси населення найбільш небезпечні джерела радіації — це зовсім не ті, про які зазвичай говорять. Найбільшу дозу людина отримує від природних джерел радіації та під час медичних досліджень. Радіація, пов'язана із розвитком атомної енергетики, становить лише малу частину радіації, що спричинена діяльністю людини.

## Вплив радіаційного фону на здоров'я людини.
Життя на Землі виникло і розвивається в умовах постійної дії радіації. Тому, скоріш за все, природний радіаційний фон не може суттєво впливати на життя та здоров'я людини. Сучасні дослідження в галузі радіобіології довели, що при дозах, які відповідають природному радіаційному фону 1-2 мЗв на рік, дія радіації безпечна для людини. Але навіть невелике підвищення рівня радіації може викликати генетичні дефекти, які, можливо, виявляться у дітей та онуків людини, що була опромінена. При великих дозах радіація спричиняє серйозне ураження тканин. Наприклад, отримана протягом кількох годин поглинута доза іонізуючого опромінення 1 Зв викликає небезпечні зміни в крові, а доза 3-5 Зв у 50% випадків спричиняє смерть. Учені вважають, що рівень природного радіаційного фону має бути не вищим за 25 мкР. Якщо він нижчий за цю величину — це чудово, якщо ж вищий — треба бити на сполох і шукати причину. Варто звернути увагу ще і на їжу. Для захисту населення від внутрішнього опромінення радіоактивними речовинами в Україні внормовано питому активність радіонуклідів цезію-137 і стронцію-90, що містяться в харчових продуктах та питній воді.

## Виробники дозиметрів в Україні
- ПП "НВПП Спарин-віст центр [Архівовано 19 лютого 2011 у Wayback Machine.]" (торгова марка "Екотест") http://www.ecotest.ua/ [Архівовано 19 лютого 2011 у Wayback Machine.]
- ТОВ "Тетра" Найбільший в Україні каталог дозиметрів, радіометрів, тощо на http://www.atest.com.ua [Архівовано 14 березня 2022 у Wayback Machine.]